# Fantastická čtyřka (film, 2015)
Fantastická čtyřka (v anglickém originále Fantastic Four) je americký akční sci-fi film z roku 2015, který natočil Josh Trank. Snímek vychází z komiksů o týmu superhrdinů Fantastic Four, vydávaných vydavatelstvím Marvel Comics. Do amerických kin byl film, jehož rozpočet činil 120 milionů dolarů, uveden 7. srpna 2015, přičemž celosvětově utržil 167 977 596 dolarů. V hlavních rolích se představili Miles Teller, Michael B. Jordan, Kate Mara a Jamie Bell.

## Příběh
Malý Reed Richards se v garáži svých rodičů snaží od dětství společně se svým kamarádem Benem Grimmem o sestavení teleportačního zařízení. O několik let později s tímto strojem zaujmou profesora Franklina Storma, ředitele Baxterovy nadace, vládního výzkumného zařízení pro mladé nadějné vědce, který Reedovi poskytne stipendium. Ten se zde seznámí s jeho synem Johnnym, adoptivní dcerou Sue a Franklinovým chráněncem Victorem Von Doomem. Společně se pokusí dokončit tzv. kvantovou bránu, která má vést do jiné dimenze. Projekt se jim skutečně povede a lehkovážně se tam i s Benem vydají. Na tzv. planetě Nula, jak ji pojmenovali, najdou neznámou energii, která je všechny zasáhne. Po návratu domů zjistí, že každý z nich získal neobyčejné schopnosti, se kterými se nejprve musí naučit žít. Zájem o ně projeví armáda, která je začne cvičit pro své účely. Z Victora, jenž na planetě zůstal celý rok, neboť si ostatní mysleli, že zemřel, se stal mocný Doom, který se na Zemi vrátí, aby ji zničil.

## Obsazení
- Miles Teller jako Reed Richards
- Michael B. Jordan jako Johnny Storm
- Kate Mara jako Sue Stormová
- Jamie Bell jako Ben Grimm
- Toby Kebbell jako Victor Von Doom / Doom
- Reg E. Cathey jako Franklin Storm
- Tim Blake Nelson jako Harvey Allen
- Tim Heidecker jako pan Richards